# امیرحسین بانکی پورفرد
امیرحسین بانکی پورفرد (زاده ۱۳۴۹ اصفهان) الهیات‌پژوه و سیاستمدار ایرانی است. او نمایندهٔ  دورهٔ یازدهم و  دوازدهم حوزه انتخابیه اصفهان و ورزنه در مجلس شورای اسلامی است. او همچنین از آبان ماه سال ۱۴۰۰ به‌عنوان عضو حقیقی، به عضویت شورای عالی انقلاب فرهنگی رسید. او استادیار گروه معارف دانشگاه اصفهان است.

## زندگی نامه و تحصیلات
امیر حسین بانکی پور در سال ۱۳۴۹ در استان اصفهان متولد شد و با توجه به علاقه وافری که به علوم دینی داشت در سال ۱۳۶۱ وارد حوزه علمیه شد و تا مقطع سطح ۲ اقدام به تحصیل نمود. او علاوه بر مدرک حوزوی دارای مدرک کارشناسی ارشد الهیات - فلسفه اسلامی در سال ۱۳۷۶ از دانشگاه تربیت مدرس تهران و همچنین مدرک دکترای فلسفه غرب می‌باشند از او آثاری مانند «مطلع مهر»، «سر دلبران» و «اخلاق خانواده» به چاپ رسیده است.

## انتخابات
وی موفق شد در یازدهمین انتخابات مجلس شورای اسلامی  که در تاریخ ۲ اسفند ۱۳۹۸ برگزار شد،  با کسب ۲۴۵ هزار و ۶۲۹ رای، و در دوازهمین انتخابات مجلس شورای اسلامی با ۱۵۲ هزار ۶۲۸ رای  از حوزه انتخابیه اصفهان از استان اصفهان انتخاب گردد و به مجلس راه یابد.

## طرح جوانی جمعیت
بانکی‌پور که ریاست کمیسیون مشترک طرح جوانی جمعیت و حمایت از خانواده را برعهده دارد، در مصاحبه‌ای با ایسنا در سال ۱۴۰۱ گفت به دلیل زیادتر بودن تعداد دختران مجرد نسبت به پسران مجرد ایران با «ابر بحران پیری جمعیت» مواجه است و پیشنهاد داد دو میلیون و ۱۰۰ هزار دختر مجرد ۳۰ تا ۵۰ ساله از جمله زنان بیوه یا مطلقه «به شرط آنکه شکسته نشده باشند و نشاط خود را حفظ کرده باشند» با هم‌سالان یا پسران کوچک‌تر از خود یا با مسلمانان و شیعیان علاقه‌مند به ایران ازدواج کنند. اظهارات وی با اعتراض برخی از نمایندگان، از جمله زنان نماینده مواجه شد.

## لایحه عفاف و حجاب
یکی از فعالیت‌های مهم وی در مجلس شورای اسلامی، پیگیری تصویب لایحه عفاف و حجاب بود. به نقل از کاظم دلخوش، عضو کمیسیون ویژه بررسی این لایحه: «از کمیسیون فرهنگی آقایان آقاتهرانی و بانکی پور در کمیسیون بررسی لایحه عفاف و حجاب حضور داشتند و در همه جلسات آقای بانکی پور به کمیسیون قضائی می رفت و او یکی از کسانی بود که بیشتر پیگیر بود.»